# Oberamt Dürrwangen
Das Oberamt Dürrwangen war ein Amt in der Grafschaft Oettingen mit Sitz in Dürrwangen.  
1433 kauften die Oettinger Grafen Ludwig XI. und Johann I. das Rittergut Dürrwangen mit allen Rechten von den Freiherren gleichen Namens ab und bildeten daraus das Oberamt Dürrwangen. Dieses verwaltete die grundherrliche Ansprüche in folgenden Orten (in Klammern, soweit bekannt, sind die dürrwangischen Anwesen und die Gesamtzahl der Anwesen angegeben nach dem Stand im 18. Jahrhundert): Angerhof (1/1), Beyerberg (?/59), Buchhof (2/2), Buchmühle (1/1), Dickersbronn (3/16), Dorfkemmathen, Dürrwangen (78/78), Erlmühle (5/5), Gelshofen (?/8), Großohrenbronn (12/12), Halsbach (?/23), Haslach (?/17), Hirschbach (3/3), Labertswend (1/2), Langensteinbach (?/?), Larrieden (4/31), Lehengütingen (1/13), Lohmühle (1/1), Obermichelbach (?/26), Rohrmühle (1/1), Schopfloch (32/77), Sulzach (13/17), Trendelmühle (1/1), Walkmühle, Weidelbach (1/28) und Witzmannsmühle (1/2).
Das Oberamt Dürrwangen übte das Hochgericht nur für Dürrwangen aus, alle anderen Orte unterstanden den ansbachischen Oberämtern Feuchtwangen bzw. Wassertrüdingen. Die Dorf- und Gemeindeherrschaft hatte es in Dürrwangen, Erlmühle, Großbreitenbronn, Hirschbach und Sulzach. Dürrwangen selbst war eine Freiung. Mit dem Hauptlandesvergleich zwischen Oettingen-Spielberg und Brandenburg-Preußen im Jahr 1796 wurde das Oberamt Dürrwangen den neu geschaffenen Crailsheimer bzw. Wassertrüdinger Kreis einverleibt.